# Valkenswaard (gemeente)

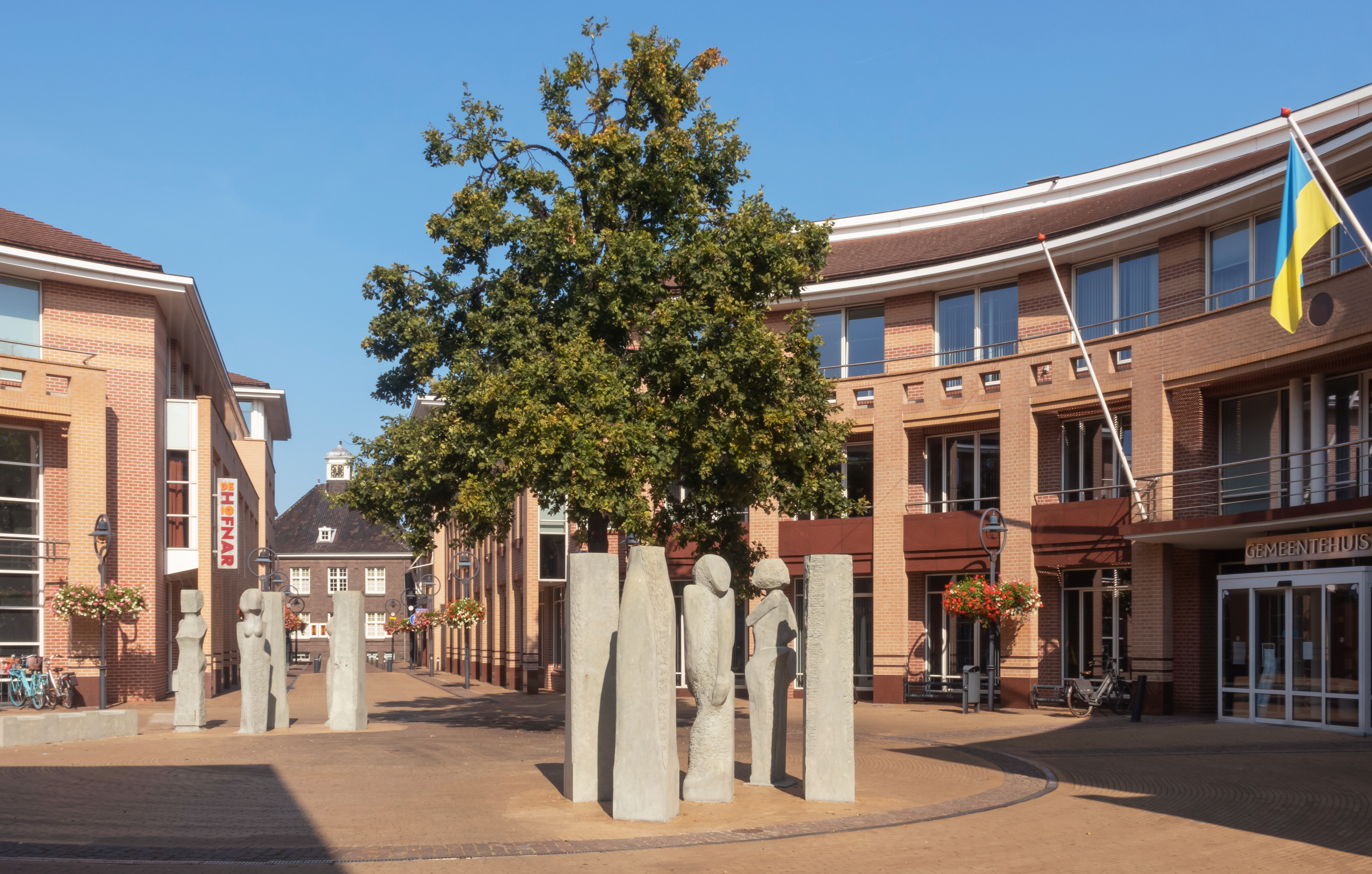
Tijdelijke sculpturen bij het gemeentehuis

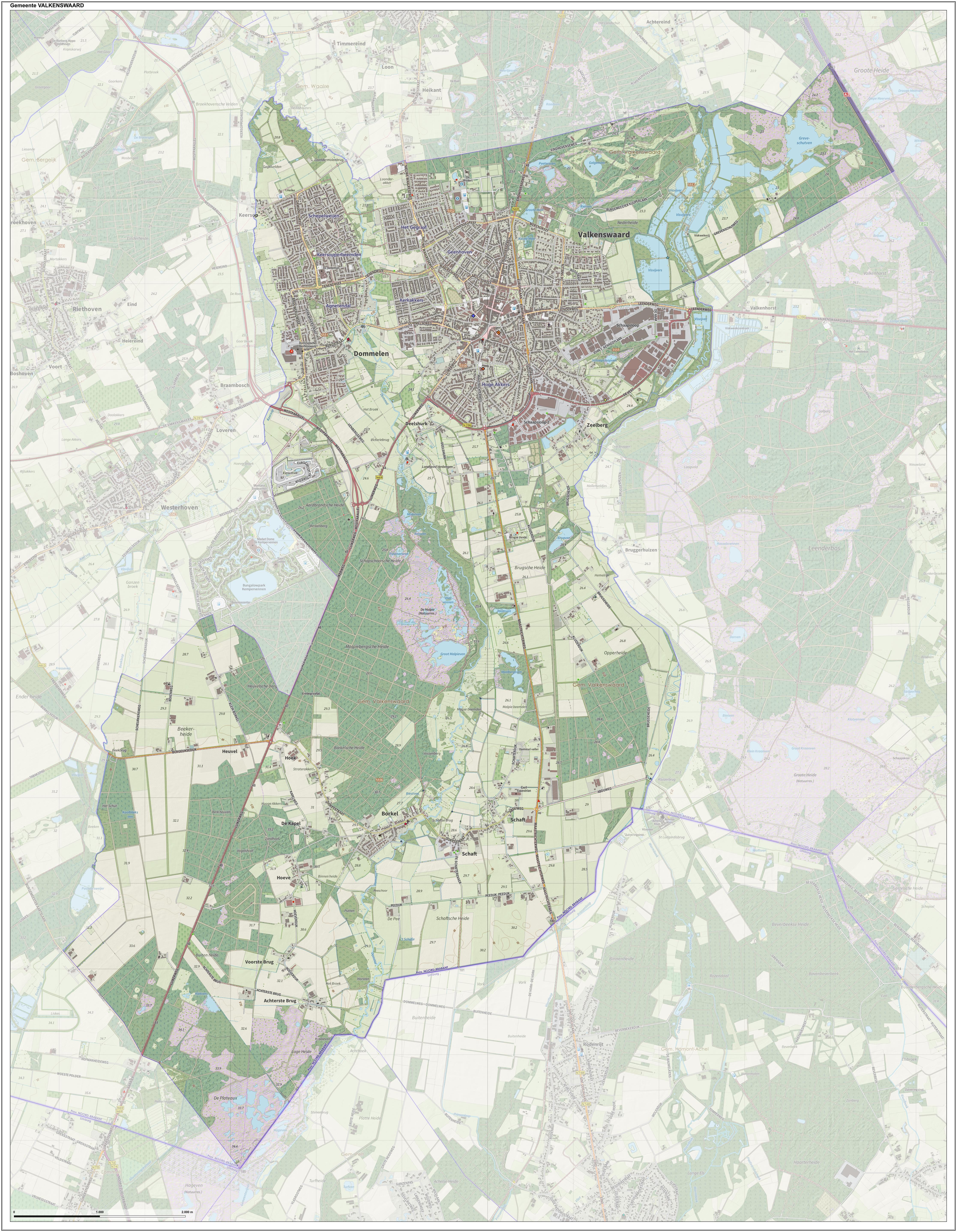
Topografische gemeentekaart van Valkenswaard, september 2022

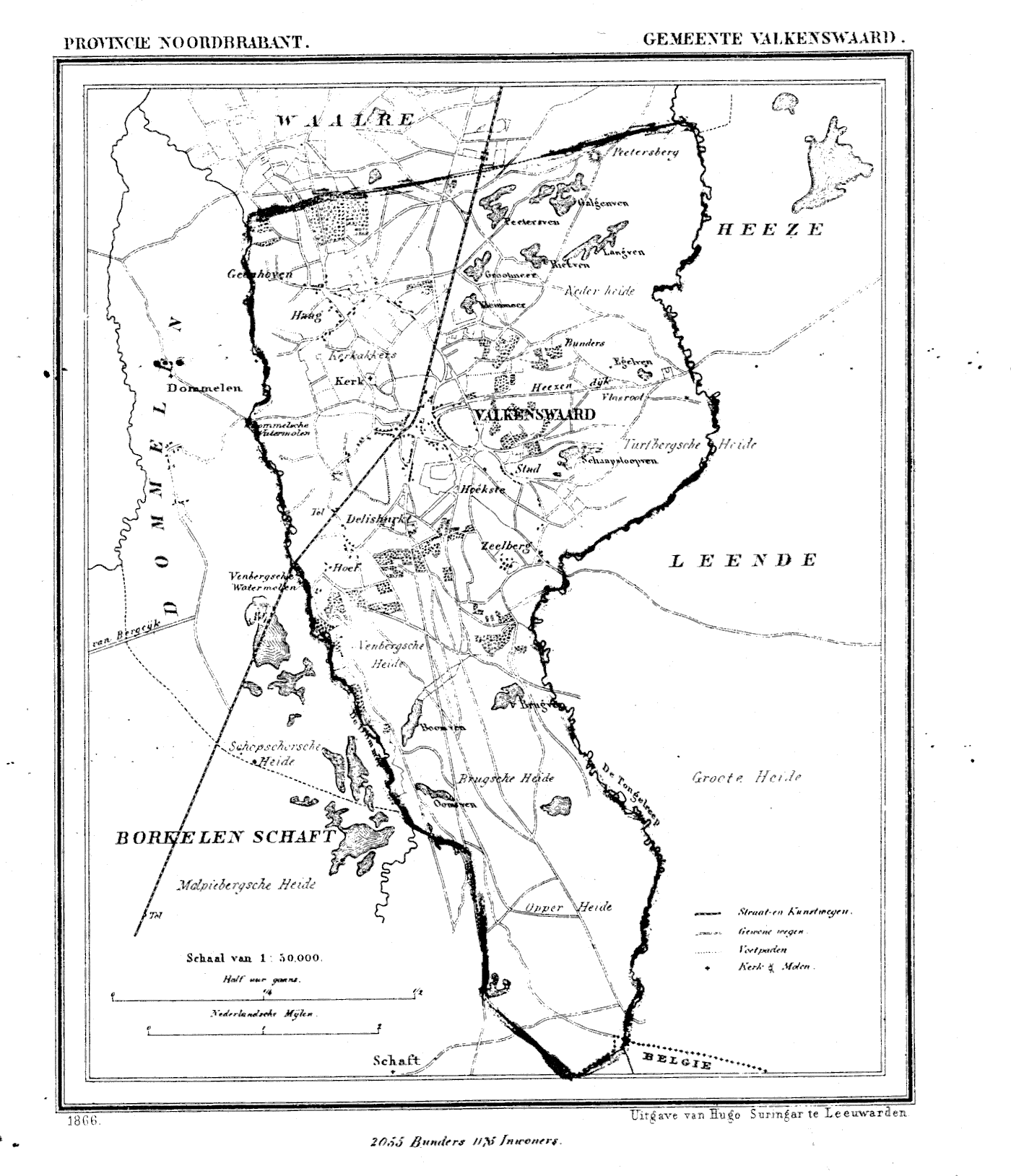
Valkenswaard in 1866

Valkenswaard (uitspraakⓘ; Brabants: Valkeswird) is een gemeente in de Nederlandse provincie Noord-Brabant. De Kempense gemeente telt 31.714 inwoners (22 november 2024, bron: CBS) en heeft een oppervlakte van 56,50 km² (waarvan 1,15 km² water). De gemeente Valkenswaard maakte deel uit van de Metropoolregio Eindhoven.
De huidige gemeente is ontstaan in 1934 door samenvoeging van de toenmalige gemeenten Valkenswaard, Dommelen en Borkel en Schaft.
Valkenswaard had in de 19e en 20e eeuw een groot aantal sigarenfabrieken, waarvan Willem II en Hofnar de bekendste waren. Er resteert lichte industrie op een bedrijventerrein. Toerisme is eveneens een belangrijke inkomstenbron, maar Valkenswaard is vooral vestigingsplaats voor forenzen die in Eindhoven of België werkzaam zijn. In Dommelen is de Dommelsche bierbrouwerij gevestigd, onderdeel van AB InBev.

## Etymologie
De naam Valkenswaard komt voor het eerst terug in de archieven in 1702, toen nog geschreven met "dt" op het einde. Voor deze periode was Valkenswaard bekend onder de naam Weerd. Ofschoon in de periode van 1600 tot 1700 in de archieven ook de naam Verckensweerde voorkomt is deze nooit een officiële benaming voor Valkenswaard geweest. Het voorvoegsel Vercken- is ten eerste ingevoerd om het verschil met de grotere Limburgse stad Weert aan te geven en ten tweede omdat in die tijd de varkensmarkt te Valkenswaard de belangrijkste in de regio was. Door de invloedrijke valkeniers in het dorp is het voorvoegsel Vercken- veranderd in Valken-. De naam Weerd komt voor het eerst voor in het archief in 1446. Voor deze periode werd het dorp vermeld onder de naam Wedert. De naam Wedert gaat in de archieven terug tot 1292. Alleen de eerste vage vermeldingen van het dorp begin 13e eeuw verwijzen naar Wederde.
De naam Valkenswaard is in een periode van 400 jaar gewijzigd van "Wedert" naar "Weerd" naar "Valkenswaard". Er kan dus gesteld worden dat "waard" afkomstig is van Weerd dat op haar beurt afkomstig is van Wedert. De naam Wedert is een samenvoegsel van wedeme en aarde. Wedeme is een aan de kerk geschonken goed of heem, een donatie aan klooster of kerk. Aarde is een veel gebruikte term voor "gemyne grond" wat neerkomt op grond van de gemeenschap. Wede-aarde zou doelen op geschonken goed (lees: aarde of gemene grond) aan het klooster van Echternach. Dit komt overeen met de geschiedenis van Valkenswaard, dat tot enkele eeuwen terug onder bestuur stond van de Abdij van Echternach, in tegenstelling tot de randgemeenten die direct onder het bestuur van de hertog van Brabant stonden.

## Geschiedenis
De huidige woonkern van Valkenswaard is ontstaan uit diverse kleine ontginningen uit de 12e eeuw bestaande uit de Cromstraet, Geenhoven, Zeelberg en Venbergen. Door de diverse watermolens die dit gebied rijk was konden de ontginningen snel uitgroeien tot gehuchten. In de 13e en 14e eeuw breidden deze gehuchten zich uit met andere randontginningen zoals de Delishurk, De Brand, De Hagen, Zandberg en Nuland.
De eerste belangrijke grootgrondbezitters waren de heren van Herlaer, die vermoedelijk vanaf het begin van de 13e eeuw goederen in Valkenswaard verkregen. De heren van Herlaer speelden een belangrijke rol tussen de oprukkende Hertog van Brabant en de Graaf van Gelre, die beiden aanspraak maakten op gebieden in het huidige Noord-Brabant. In deze periode moesten de toen nog machtige lokale heren hun macht afstaan aan de hertog of graaf. Daarentegen gaven de hertog en graaf veel goederen als geschenk aan abdijen en kloosters die zij vaak zelf hadden gesticht.
Na de dood van de laatste heer uit het geslacht van Herlaer kwamen de rechten van de heerlijkheid in handen van Gerard van Loon. In 1314 verkocht Gerard van Loon de Heerlijkheid Herlaer en daarmee de kloosterrechten van Echternach in Waalre en Valkenswaard aan Gerard I van Horne. In 1321 kwamen grote delen van Valkenswaard in handen van de abdij van Echternach, doordat de heer van Valkenswaard Gerard I van Horne aan de hand van “de vervalsing van Echternach” moest erkennen dat hij gebieden in Waderle Wedert ende Aalst in leen hield van de abdij. In 1326 gaf de abdij de eerste vage grensbepaling uit van de gebieden die zij in Valkenswaard had opgeëist. Daarnaast bleven vele goederen en grond eigendom van lokale heren, kloosters en van de hertog van Brabant. De Venbergsche Molen bleef tot de 14e eeuw deels in bezit van de hertog.
In het begin van de 14e eeuw was er al sprake van de parochie van Wedert. Doordat het dorp Waalre sneller in welvaart groeide, kon het zich een stenen kerkgebouw permitteren. Hierdoor verschoof de macht naar Waalre en zo wordt ten onrechte aangenomen dat Valkenswaard uit Waalre is ontstaan, mede door het feit dat alle geschreven documenten en protocollen die bewaard zijn gebleven uit de periode stammen waarin Waalre deze snellere groei realiseerde. Valkenswaard moest tot 1500 wachten op zijn eerste stenen kerkgebouw. Waalre en Valkenswaard hadden een gezamenlijke schepenbank.
Op de arme zandgronden rond Valkenswaard was voor de meeste pachtboeren maar een karig bestaan weggelegd. Deze situatie verergerde wanneer buitenlandse of Staatse troepen het dorp tijdens een van de vele veldtochten, die Brabant in en na de Tachtigjarige Oorlog teisterden, tot ravitailleringsplaats maakten, inkwartiering eisten en er geplunderd werd. In vredestijd wist men het schamele inkomen enigszins aan te vullen met inkomsten uit de valkenvangst. Valkenswaard lag op de trekroute van de slechtvalk en sommige valkenvangers bekwaamden zich ook in het africhten van de veelgevraagde roofvogel, die zeer geschikt was voor de valkerij. In de 19e eeuw leerden de boeren hun inkomsten aan te vullen met de opbrengsten van tabaksbewerking thuis, met name in de wintermaanden. Dit zou de basis vormen voor een succesvolle sigarenindustrie die Valkenswaard lang zou domineren. Veel van de kleinere fabriekjes die Valkenswaard rijk was zouden de Tweede Wereldoorlog niet overleven: op 17 september 1944, bij het begin van Operatie Market Garden, werden deze getroffen door een artillerie- en luchtbombardement van de oprukkende Britse troepen. Slechts twee grotere fabrieken bleven over, die nog een paar decennia de kern van de Valkenswaardse economie zouden vormen.

## Partnersteden
Valkenswaard is een partnerstad van:
- Tienen (België), sinds 1973
- Salvaterra de Magos (Portugal), sinds 1995

## Uitgaansleven
Valkenswaard staat in de regio bekend om haar levendige uitgaansleven. Met name op de Markt van Valkenswaard bevindt zich een concentratie van horecagelegenheden en op de zogenaamde Statie zijn restaurants en cafés te vinden. Het uitgaansleven wordt gestimuleerd door tal van evenementen die het hele jaar door in Valkenswaard georganiseerd worden. Hiervan is het Bloemencorso Valkenswaard, dat elk jaar op de derde zondag van september wordt gehouden, veruit het bekendste. Andere evenementen zijn de jaarlijkse kermis, eens in de twee jaar het internationale Vogelverschrikkersfestival (tot 2018) en, sinds 2012, op eerste Pinksterdag, AmeeZing Valkenswaard op het Frans van Bestplantsoen.

## Sport
- Atletiek. Valkenswaard kent een atletiekvereniging: A.V.V.(Atletiek Vereniging Valkenswaard). Deze vereniging is gevestigd op sportpark den Dries.
- Badminton. Valkenswaard kent een badmintonvereniging: Badmintonvereniging De Valken '20. Deze vereniging is gevestigd in Sporthal De Belleman in Dommelen.
- Basketbal. Valkenswaard heeft een basketbalvereniging: Valkenswaard Falcons. Deze vereniging is gevestigd in Sportcentrum De Wedert.
- Hockey. Valkenswaard heeft een hockeyvereniging: HOD (Hockey Ons Devies). Deze vereniging is gevestigd op Sportpark Den Dries.
- Motorcross. Valkenswaard is in binnen- en buitenland bekend door de rallycross- en motorcrosswedstrijden die op het Eurocircuit worden gehouden.
- Rugby. Valkenswaard heeft een rugbyvereniging: V.R.C.( Valkenswaardse Rugby Club) The Vets. Deze vereniging is gevestigd op Sportpark Den Dries
- Taekwon-do. Valkenswaard heeft een taekwon-dovereniging: TC Dommelen. Deze vereniging traint in de gymzaal van de St. Martinusschool in Dommelen.
- Tafeltennis. Valkenswaard heeft tafeltennisvereniging TTV Valkenswaard, deze club werd in 1986 landskampioen bij de heren.
- Tennis/Padel. Valkenswaard heeft een tennis/padel vereniging: TV Valkenswaard. Deze is gevestigd op Sportpark Den Dries
- Voetbal. Valkenswaard heeft vier voetbalverenigingen: De Valk, SV Valkenswaard, RKVV Dommelen en VV BES.
- Volleybal. Valkenswaard kent een volleybalvereniging: Bravo'99. Deze vereniging is gevestigd in Sporthal de Belleman. Wedstrijden worden tevens gespeeld in de Koolakkers in Westerhoven.
- Zwemmen. Valkenswaard kent twee zwemverenigingen: VZ&PC Tempo en de Watervrienden. Deze verenigingen maken gebruik van zwembad de Wedert, op Sportpark Den Dries. De verenigingen zijn bij verschillende bonden aangesloten, VZ&PC Tempo bij de KNZB en de Watervrienden bij de NCS.

## Overige kernen
De gemeente Valkenswaard omvat de volgende kernen:
- Valkenswaard, de hoofdplaats van de gemeente
- Dommelen
- Borkel en Schaft

Borkel en Schaft en Dommelen zijn voormalige zelfstandige gemeenten die op 1 mei 1934 werden samengevoegd met Valkenswaard tot de nieuwe gemeente Valkenswaard.

## Politiek

### Gemeenteraad
De gemeenteraad van Valkenswaard bestaat uit 23 zetels. Hieronder de behaalde zetels per partij bij de gemeenteraadsverkiezingen sinds 1998:
| Gemeenteraadszetels                        | Gemeenteraadszetels | Gemeenteraadszetels | Gemeenteraadszetels | Gemeenteraadszetels | Gemeenteraadszetels | Gemeenteraadszetels | Gemeenteraadszetels |
| Partij                                     | 1998                | 2002                | 2006                | 2010                | 2014                | 2018                | 2022                |
| ------------------------------------------ | ------------------- | ------------------- | ------------------- | ------------------- | ------------------- | ------------------- | ------------------- |
| Helder & Gedreven (vml. Huisman & Geldens) | -                   | -                   | 1                   | 5                   | 8                   | 6                   | 6                   |
| VOTE (Valkenswaard Onze Toekomst Eén)      | -                   | -                   | -                   | -                   | -                   | -                   | 4                   |
| PvdA                                       | 3                   | 2                   | 5                   | 4                   | 2                   | 2                   | 3                   |
| Samen voor Valkenswaard                    | -                   | -                   | -                   | -                   | -                   | 2                   | 2                   |
| CDA                                        | 4                   | 5                   | 5                   | 6                   | 5                   | 5                   | 2                   |
| VVD                                        | 2                   | 4                   | 3                   | 1                   | 1                   | 2                   | 1                   |
| D66                                        | -                   | -                   | -                   | 1                   | 1                   | 1                   | 1                   |
| Valkenswaard Lokaal                        | -                   | -                   | -                   | 6*                  | 6                   | 4                   | 3                   |
| Vitaal Valkenswaard                        | -                   | -                   | -                   | -                   | -                   | 1                   | 1                   |
| Valkenswaardse Belangen                    | 9                   | 7                   | 4                   | -*                  | -                   | -                   | -                   |
| Dommels Belang                             | 3                   | 2                   | 2                   | -*                  | -                   | -                   | -                   |
| Puur                                       | -                   | -                   | 2                   | -*                  | -                   | -                   | -                   |
| GroenLinks                                 | -                   | 2                   | 1                   | -                   | -                   | -                   | -                   |
| Senioren                                   | 1                   | 1                   | -                   | -                   | -                   | -                   | -                   |
| Overige                                    | 1                   | -                   | -                   | -                   | -                   | -                   | -                   |
| Totaal                                     | 23                  | 23                  | 23                  | 23                  | 23                  | 23                  | 23                  |
| Opkomst                                    |                     |                     | 60,61%              | 51,84%              | 52,65%              | 52,64%              | 49,15%              |

* Valkenswaard Lokaal is een fusie van Valkenswaardse Belangen, Dommels Belang en Puur

### Jongeren en politiek

#### JoPo Valkenswaard
JoPo Valkenswaard is een samenwerking tussen de diverse politieke partijen in Valkenswaard.
Samen hebben ze tot doel om jongeren kennis te laten maken met de politiek en met de werking van de gemeente. Dat doen ze door leerlingen van Scholengemeenschap Were Di op een dag van 9 uur 's ochtends tot 9 uur 's avonds te laten werken aan een voorstel van maximaal € 2500, deze te laten uitwerken met begroting en daarna ter stemming te laten brengen in de gemeenteraad. Deze gemeenteraad bestaat dan voor een keer per jaar uit de jongeren zelf. Het winnende project wordt uitgevoerd door de winnende groep in samenwerking met de organisatie van JoPo.

## Monumenten
In de gemeente zijn er een aantal rijksmonumenten, gemeentelijke monumenten en oorlogsmonumenten, zie:
- Lijst van rijksmonumenten in Valkenswaard
- Lijst van gemeentelijke monumenten in Valkenswaard
- Lijst van oorlogsmonumenten in Valkenswaard
- Lijst van Stolpersteine in Valkenswaard

## Geboren en/of woonachtig (geweest) in Valkenswaard
- Stephanus Kuijpers (Borkel en Schaft, 1899-1986), eerste bisschop van Paramaribo
- Bouke Beumer (1934-2022), politicus
- Romé Fasol (1937), burgemeester
- Ad van Poppel (1940-2024), politicus
- Miel Pijs (1941), voetballer
- Pieter van Geel (1951), politicus
- Jan Wouters (1960), voetballer, voetbalcoach
- Jan Tops (1961), springruiter
- Irene van de Laar (1968), tv-presentatrice
- Dominique van Hulst (1981), zangeres (Do)
- Peter van den Hurk (Soerendonk, 1983), diskjockey
- Lidewij Welten (1990), hockeyster
- Daniëlle van de Donk (1991), voetbalster
- Frédérique Matla (1996), hockeyster

## Aangrenzende gemeenten
| Aangrenzende gemeenten | Aangrenzende gemeenten | Aangrenzende gemeenten | Aangrenzende gemeenten | Aangrenzende gemeenten |
| ---------------------- | ---------------------- | ---------------------- | ---------------------- | ---------------------- |
|                        |                        | Waalre                 |                        |                        |
|                        |                        |                        |                        |                        |
| Bergeijk               | Heeze-Leende           |                        |                        |                        |
|                        |                        |                        |                        |                        |
| Lommel (B)             |                        | Pelt (B)               |                        | Hamont-Achel (B)       |